# Powiat Zambrowski
Der Powiat Zambrowski ist ein Powiat (Landkreis) in der polnischen Woiwodschaft Podlachien. Der Kreis hat eine Fläche von 733,11 km², auf denen 44.337 Einwohner leben. Die Bevölkerungsdichte beträgt etwa 60 Einwohner auf 1 km² (2015).

## Gemeinden
Der Powiat umfasst fünf Gemeinden, davon eine Stadtgemeinde und vier Landgemeinden.

### Stadtgemeinde
- Zambrów

### Landgemeinden
- Kołaki Kościelne
- Rutki
- Szumowo
- Zambrów

## Städte
- Zambrów